# Шиттаунг
Шиттаунг (бирм. ရှစ်သောင်း ဘုရား) — буддийский храм в городе Мьяу-У на территории штата Ракхайн, Мьянма. С начала XX века считается одной из самых важных буддийских святынь в штате и одним из образцов особенностей араканской религиозной архитектуры. Название храма связано с размещением на его территории 84 000 изображений Будды.
Храм Шиттаунг был основан в 1536 году королём Мин Бином, правителем царства Мьяу-У, в честь завоевания им двенадцати провинций Бенгалии (по этой причине его также называют Храмом победы). Здание было выстроено приведёнными из захваченных провинций работниками и архитекторами, хотя главным архитектором был местный У Ма Ва. Храм служил место королевских церемоний. С падением царства Мьяу-У храм Шиттаунг начал приходить в упадок. В 1784 году он оказался на территории Бирманского царства. В 1825 году по храму вёлся огонь британской артиллерией во время Первой англо-бирманской войны. Храм был перестроен в 20-х годах XX века. Во время Второй мировой войны японцы, оккупировавшие страну, использовали массивные здания храма как склады для амуниции. В этот период храм серьёзно пострадал от бомбардировок. В 50-х годах XX века была проведена его реконструкция.